# 東順天駅
東順天駅（トンスンチョンえき）は、かつて大韓民国全羅南道順天市にあった韓国鉄道公社全羅線の駅である。

## 歴史
- 1936年12月16日：開業。
- 2006年6月23日：廃止。